# Ustrój polityczny Maroka

Herb Maroka

Ustrój polityczny Maroka opiera się na uchwalonej w 2011 roku konstytucji. Maroko jest dziedziczną monarchią konstytucyjną. Władza ustawodawcza należy do króla i dwuizbowego parlamentu. Jego niższa izba – Izba Reprezentantów, liczy 325 członków z wyborów powszechnych, wybieranych na pięcioletnią kadencję, natomiast izba wyższa – Izba Radców składa się z 270 członków, wybieranych na 9 lat w wyborach pośrednich (co 3 lata wymiana jedna składu). Władzę wykonawczą sprawuje rząd z premierem powoływanym przez króla. Władzę sądowniczą pełnią według konstytucji niezawisłe sądy.